# Мар'яж (карти)
Мар'я́ж — король і дама однієї масті в одних руках. Мар'яж має велике значення в багатьох іграх, символізуючи собою високу ймовірність взятки. У більшості ігор єдина карта, старша за короля і даму — туз. Якщо короля побили тузом, то дама залишається найстаршою картою в масті. Особливе ставлення до мар'яжа зафіксоване в правилах багатьох ігор, що дають призові очки лише за факт наявності мар'яжа на руках.